# Kućan Ludbreški
Kućan Ludbreški – wieś w Chorwacji, w żupanii varażdińskiej, w mieście Ludbreg. W 2011 roku liczyła 186 mieszkańców.